# Бланка Ланкастерская
Бланка Ланкастерская (англ. Blanche of Lancaster; примерно между 1340 и 1347 — 12 сентября 1368/69, Болингброк, Линкольншир, Королевство Англия) — английская аристократка, дочь Генри Гросмонта, герцога Ланкастера, жена Джона Гонта и мать первого короля Англии из династии Ланкастеров — Генриха IV. Принадлежала к королевской династии Плантагенетов, в 1361 году стала одной из двух наследниц обширных отцовских владений (после смерти сестры в 1362 году — единственной наследницей). Все эти земли вместе с набором титулов достались её мужу, сыну короля Эдуарда III. В браке Бланка родила семерых детей, положив таким образом начало Второму Ланкастерскому дому. После её смерти по приказу Джона Гонта было создано роскошное надгробие. Жан Фруассар оплакал Бланку в своих стихах, Джефри Чосер посвятил её памяти поэму «Книга герцогини».

## Происхождение и ранние годы
Бланка Ланкастерская принадлежала к младшей ветви английской королевской династии Плантагенетов. Она была второй и последней дочерью Генри Гросмонта, 1-го герцога Ланкастерского, и его жены Изабеллы Бомонт. По мужской линии Бланка происходила от короля Англии Генриха III в четвёртом поколении и приходилась таким образом троюродной племянницей Эдуарду III, правившему при её жизни. Мать Бланки принадлежала к знатному французскому роду Бриеннов, одна из ветвей которого обосновалась в Англии, получила там обширные земельные владения и баронский титул; отец Изабеллы Генри де Бомонт носил в Англии шотландский титул графа Бьюкен, так как был женат на наследнице Коминов.
Дату рождения Бланки источники не называют. Исследовательница М. Андерсон в 1948 году предположила, что это мог быть 1340, 1341 или 1342 год. Л. Лочиаво в 1978 году предложила отталкиваться при датировке от двух ключевых событий в жизни Бланки — её замужества (1359 год) и получения наследства после смерти отца (1361 год). Учитывая, что брачного возраста девочки в ту эпоху достигали в двенадцать лет, а в четырнадцать они могли считаться совершеннолетними, рождение Бланки можно отнести к 1347 году. В литературе встречаются даты 25 марта 1345 года или 1346 год. Уверенно можно утверждать, что ребёнок появился на свет до 3 мая 1347 года: именно такая дата стоит под самым ранним документом, в котором он упоминается. Это договор о будущем замужестве девочки за Джоном Сегрейвом, которое так и не состоялось.
Отец Бланки на момент её рождения либо был графом Дерби при жизни отца, Генри, 3-го графа Лестера и Ланкастера, либо успел унаследовать все семейные владения и титулы после отцовской смерти (22 сентября 1345 года). В 1351 году он стал герцогом Ланкастерским (вторым герцогом в Англии), причём его герцогство получило статус палатината, то есть фактическую автономию. Генри Гросмонт завоевал славу одного из лучших полководцев Англии на первом этапе Столетней войны, он стал кавалером ордена Подвязки, ближайшим советником и лучшим другом своего кузена-короля Эдуарда III, самым знатным и богатым вельможей и крупнейшим магнатом Англии. При этом у него не было сыновей: в 1339 году его жена родила дочь Матильду (Мод), а позже родился второй и последний ребёнок — Бланка. Таким образом, земли ланкастерской ветви Плантагенетов должны были достаться двум наследницам.

## Жизнь в замужестве
В 1359 году король Эдуард III женил на Бланке одного из своих сыновей. Это был третий по счёту сын (после Эдуарда Вудстока, принца Уэльского, и Лайонела Антверпа, герцога Кларенса), девятнадцатилетний Джон Гонт, граф Ричмонд. Устраивая этот брак, король рассчитывал наложить руку на часть обширного наследства Генри Гросмонта и укрепить связи между своей семьёй и родственниками жены: сестра Бланки Мод к тому моменту была супругой двоюродного брата жениха — Вильгельма I Баварского, племянника королевы Филиппы.
Венчание состоялось 19 мая 1359 года в бенедиктинском аббатстве в Рединге (Беркшир). Известно, что жених подарил невесте золотое кольцо с бриллиантом, а король — другие украшения и посуду. После свадьбы в честь Бланки была устроена целая серия рыцарских турниров — в Рединге, на пути в столицу и в самом Лондоне, где празднества продолжались целую неделю. Мэр Лондона, а также некоторые шерифы и советники изъявили готовность принять участие в турнире несмотря на отсутствие специальной подготовки и даже поклялись, что будут удерживать поле целых три дня. Им это удалось; только после победы выяснилось, что под гербом Лондона сражались сам король, четверо его сыновей (включая Джона Гонта) и ещё девятнадцать аристократов.
Генри Гросмонт умер от чумы 23 марта 1361 года. Принадлежавший ему титул герцога Ланкастерского мог наследоваться только по мужской линии, а потому вернулся к короне. Графские же титулы и все земельные владения теперь следовало разделить между двумя дочерьми умершего. В июле 1361 года было заключено соглашение: Мод получила владения на западе Англии, в Глостершире, Херефордшире, Лестершире и Валлийской Марке, а также титул графини Лестер; Бланке же достались в основном земли к северу от реки Трент — в Ланкашире, Ноттингемшире, Стаффордшире и Чешире, а также титулы графини Дерби и Ланкастер. Однако уже 10 апреля 1362 года Мод внезапно умерла — вероятно, тоже от чумы. Некоторые источники утверждают, будто она была отравлена, и обвиняют в этом преступлении Джона Гонта, но не упоминают сестру. Детей Мод не оставила, так что её половина отцовского наследства перешла к Бланке. В результате Джон Гонт объединил в своих руках все земли Генри Гросмонта, стал графом Ланкастера, графом Лестера, графом Дерби и графом Линкольна и крупнейшим землевладельцем Англии после короля. 13 ноября 1362 года Эдуард III наделил сына титулом герцога Ланкастерского; от тестя Джон унаследовал ещё и должность лорда-верховного стюарда Англии.
О последующей жизни Бланки, ставшей теперь герцогиней, известно только в самых общих чертах. Она практически каждый год рожала детей. Летом 1362 года, во время объезда Джоном Гонтом новых владений, она находилась вместе с мужем в Лестершире, а в 1366 году, когда родился один из её сыновей, — в замке Болингброк в Линкольншире. В источниках нет других данных о месте жительства Бланки и о её участии в поездках супруга. У герцога и герцогини Ланкастерских было много резиденций в Центральной, Северной и Юго-Западной Англии: Понтефракт в Йоркшире, Кенилворт в Уорикшире, Татбери в Стаффордшире, Лестер в Лестершире, Савойский дворец в Лондоне. Ещё до женитьбы Джон получил от отца Ричмондский замок, а в 1362 году Эдуард подарил ему замок Хертфорд недалеко от столицы.
Бланка наверняка регулярно находилась в Лондоне, в Савойском дворце, который называли самым красивым дворцом Англии. Там она могла познакомиться с поэтами Жаном Фруассаром и Джеффри Чосером. Жена последнего Филиппа Роэ позже была придворной дамой второй жены Джона Гонта, а сестра Филиппы Кэтрин Суинфорд фигурирует в одном документе от 24 января 1365 года как служанка Бланки; таким образом, герцогиня могла быть первой покровительницей Чосера в аристократических кругах.

## Смерть Бланки и память о ней
О дате и причинах смерти Бланки Ланкастерской нет точных данных. Мессу в память о герцогине служили каждый год 12 сентября, так что это, по-видимому, день её кончины. Годом смерти долгое время считался 1369, и, поскольку тогда же умерла от чумы королева Филиппа, считалось, что и Бланка могла умереть от той же болезни. Однако в 1973—1974 годах историк Д. Палмер опубликовал новые данные, согласно которым смерть герцогини следует датировать скорее 1368 годом. Звучат предположения о том, что причиной смерти стали неудачные роды. Место смерти, по данным одних источников, — замок Болингброк в Линкольншире, по данным других — замок Татбери в Стаффордшире.
Бланку похоронили в соборе Святого Павла в Лондоне на северной стороне хора, около главного алтаря. Спустя шесть лет Джон Гонт заказал двойное надгробие, слава о котором как о «непревзойдённом памятнике» вскоре вышла за пределы Англии. Скульптор изобразил герцогиню и самого Гонта держащимися за руки; в 1399 году под этим надгробием похоронили и герцога. Начиная с первой годовщины смерти Бланки над её могилой по приказу Джона служили заупокойные мессы. 12 сентября стало важным днём в литургическом календаре дома Ланкастеров, и традиция не прервалась после смерти Гонта. Последний, по-видимому, впервые присутствовал на сентябрьской мессе в 1374 году, так как в предыдущие годы он находился за пределами Англии. С того же года сохранились и записи о расходах на панихиду, так что можно представить, как всё проходило. Это была торжественная «высокая» месса, перед которой стены собора драпировали чёрной тканью; гробницу окружали 24 бедняка в накидках цветов дома Ланкастеров (белого и синего) и с факелами в руках. Позже к этому добавились раздача милостыни нищим и угощение для гостей. Надгробный памятник был разрушен во времена Реформации — либо при Эдуарде VI (1547—1553), либо при Елизавете I (1558—1603). По другой версии, это произошло во времена Республики (1649—1660 годы).
Джон Гонт в 1371 году женился во второй раз — на Констанции Кастильской. После смерти второй супруги он узаконил отношения с давней любовницей — Кэтрин Суинфорд (1396 год), от которой происходит семейство Бофортов.
В литературе
Придворный поэт королевы Филиппы Жан Фруассар в одном из своих стихотворений, написанных в 1373 году, оплакал и её, и «изысканную даму», «дочь Ланкастера». Обе умершие в его изображении наделены всевозможными добродетелями. Джеффри Чосер в период между 1369 и 1372 годами написал поэму «Книга герцогини», в которой речь идёт, по-видимому, тоже о Бланке Ланкастерской. Герой этой поэмы, прочитав у Овидия историю Кеика и Алкионы, засыпает и видит во сне молодого рыцаря в чёрном, который оплакивает свою умершую возлюбленную: по его словам, рыцарь проиграл своё счастье в шахматной партии с Фортуной. Предположительно именно эту свою поэму Чосер упоминает в прологе к «Легенде о примерных женщинах», называя её «Смерть герцогини Бланки»; в этом случае рыцарь в чёрном — Джон Гонт. Один из комментаторов XVI века предположил, что «Книга герцогини» была написана по заказу Джона Гонта и что её читали на заупокойных мессах, проходивших 12 сентября.

## Потомки
За девять или десять лет брака Бланка родила семь детей, из которых до взрослых лет дожили только трое. Первым ребенком была дочь, родившаяся 31 марта 1360 года в Лестерском замке и названная Филиппой в честь своей бабки, королевы Англии (предположительно Филиппа-старшая стала крёстной матерью девочки). Ребёнок потерял мать в возрасте всего восьми или девяти лет; её воспитательницей была Алина Герберг (жена одного из вассалов Джона Гонта), а с 1376 года — Кэтрин Суинфорд, к тому времени любовница герцога. В возрасте 26 лет Филиппа стала женой короля Португалии Жуана I, основателя Ависской династии. Её потомками являются все последующие португальские монархи.
Вторая дочь Бланки, Элизабет, родилась, по разным данным, или до 21 февраля 1362/63 года, или в 1364 году в Бурфорде в Шропшире. В 1380 году её выдали замуж за Джона Гастингса, 3-го графа Пембрука, которому было тогда неполных восемь лет. Спустя три года этот брак был аннулирован, в 1386 году Элизабет вышла за Джона Холланда, 1-го герцога Эксетера (единоутробного брата короля Ричарда II), а после гибели этого мужа в 1400 году — за незнатного рыцаря Джона Корнуолла, героя турниров, получившего позже титул барона Фэнхоупа. Потомками Элизабет были последние Холланды.
Бланка родила четырёх сыновей, трое из которых умерли сразу после появления на свет и были похоронены в церкви Святой Марии в Лестере. Двое носили имя Джон (один родился между 1362 и 1364 годами, другой — 4 мая 1366 года), третьего, родившегося в 1364 или 1365 году, назвали Эдуардом. Наконец, четвёртый сын, появившийся на свет в замке Болингброк весной 1367 года, получил имя Генри. В 1399 году он стал королём Англии под именем Генриха IV и основал таким образом Ланкастерскую династию. Свои права на корону этот монарх обосновывал в том числе происхождением по матери от Первого Ланкастерского дома: существовала версия генеалогии, по которой прадед Бланки Эдмунд был не вторым, а первым сыном короля Генриха III.
В 1368 году Бланка родила ещё одного, седьмого, ребёнка — девочку по имени Изабелла, которая умерла в детстве.